# Hugo Marsoul
Hugo Marsoul (Diest, 28 april 1945) is een Belgisch voormalig onderwijzer en christendemocratisch politicus voor de CVP en diens opvolger CD&V. Lokaal kwam hij op voor Diest, Democratie & Solidariteit (DSS).

## Levensloop
Hugo Marsoul was beroepshalve leraar. 
Daarnaast was hij politiek actief. Binnen de CVP behoorde hij tot de ACW-strekking. In 1976 stelde hij zich een eerste maal verkiesbaar. In 1983 werd hij verkozen tot gemeenteraadslid te Diest, alwaar hij onmiddellijk als schepen werd aangesteld. Na de verkiezingen van 1988 vormde hij met zijn lokale kieslijst DSS een coalitie met de SP en volgde hij Jean Van de Kerckhof op als burgemeester. Dit mandaat oefende hij uit tot de gemeenteraadsverkiezingen van 2000. Vervolgens belandde hij in de oppositie. Op 27 oktober 2003 verliet hij om persoonlijke redenen de gemeenteraad. Onder zijn bestuur vond de overstroming van Diest plaats.
Daarnaast was Marsoul van 1991 tot 1995 lid van de Kamer van volksvertegenwoordigers voor het kiesarrondissement Leuven. In de periode januari 1992-mei 1995 had hij als gevolg van het toen bestaande dubbelmandaat tevens zitting in de Vlaamse Raad. Bij de eerste rechtstreekse verkiezingen voor het Vlaams Parlement van 21 mei 1995 werd hij verkozen in de kieskring Leuven. Hij bleef Vlaams Parlementslid tot juni 1999.
In de documentaire Canvas-reeks Meneer de Burgemeester (2012) was Hugo Marsoul een van de 15 deelnemende burgemeesters.